# مقبرة 33
المقبرة رقم 33 و المعروفة علمياً بالرمز KV33 مقبرة غير ملكية تقع في وادي الملوك في مصر. اكتشفها فيكتور لوريت في عام 1898 ولم يتم تغطيتها بالكامل في وقت اكتشافها. أُغلق موقع المقبرة لإجراء عمليات حفر مفصلة فيما بعد.

## فهرست المراجع
- Reeves، Nicholas؛ Wilkinson، Richard H. (1996). The Complete Valley of the Kings: Tombs and Treasures of Egypt's Greatest Pharaohs (ط. 2010 paperback). London: Thames and Hudson. ISBN:978-0-500-28403-2. اطلع عليه بتاريخ 2023-04-22.
- "KV 33 – Unknown". Theban Mapping Project (بالإنجليزية). American Research Centre in Egypt. Archived from the original on 2023-11-28. Retrieved 2023-04-23.

## روابط خارجية
- مشروع رسم خرائط طيبة: مقبرة 33 - يتضمن خرائط تفصيلية لمعظم المقابر.